# دانشگاه سیام
دانشگاه سیام (به لاتین: Siam University) یک دانشگاه در تایلند است که در Phasi Charoen واقع شده‌است.